# Oeste Paranaense
Oeste Paranaense è una mesoregione del Paraná in Brasile.

## Microregioni
È suddivisa in 3 microregioni:
- Cascavel
- Foz do Iguaçu
- Toledo

| Controllo di autorità | VIAF (EN) 1722150325521410090003 |